# الإمارات العربية المتحدة في دورة الألعاب البارالمبية الصيفية 2024
شاركت الإمارات العربية المتحدة في دورة الألعاب البارالمبية الصيفية 2024 التي أُقيمت في باريس، فرنسا، في الفترة بين 28 أغسطس إلى 8 سبتمبر 2024.

## المنافسون
فيما يلي قائمة بعدد المتنافسين في الألعاب.
| رياضة         | الرجال | نحيف | المجموع |
| ------------- | ------ | ---- | ------- |
| ألعاب القوى   | 1      | 1    | 2       |
| ركوب الدراجات | 1      | 0    | 1       |
| رِمايَة         | 2      | 3    | 5       |
| المجموع       | 4      | 4    | 8       |

## ألعاب القوى
حصل الرياضيون الإماراتيون في سباقات المضمار والميدان على مقاعد مؤهلة لعدد من المنافسات بناءً على نتائجهم في بطولة العالم 2023 أو بطولة العالم 2024، شرط أنهم يستوفون الحد الأدنى لمعايير المشاركة (MES).
- Q = تأهل للجولة التالية
- q =  تأهل للجولة التالية بكونه خسرة بسرعة أو، في المسابقات الميدانية، حسب المركز دون تحقيق الهدف المؤهل
- DQ = غير مؤهل
- PR = الرقم القياسي البارالمبي
- AR = رقم قياسي قاري (أو إقليمي)
- NR = رقم قياسي وطني
- SB = أفضل مواسم
- N/A = الجولة غير قابلة للتطبيق للحدث
- Bye = الرياضي غير مطالب بالتنافس في الجولة

سباقات المضمار والطرق
| رياضي      | المسابقة         | أخير  | أخير |
| رياضي      | المسابقة         | نتيجة | رتبة |
| ---------- | ---------------- | ----- | ---- |
| محمد عثمان | 100 متر رجال T34 |       |      |
| محمد عثمان | 800 متر رجال T34 |       |      |

المسابقات الميدانية
| رياضي        | المسابقة              | أخير  | أخير |
| رياضي        | المسابقة              | مسافة | موضع |
| ------------ | --------------------- | ----- | ---- |
| محمد الكعبي  | دفع الجلة للرجال F36  |       |      |
| نورا الكتبي  | دفع الجلة للسيدات F32 |       |      |
| نورا الكتبي  | نادي السيدات رمي F32  | 20.69 | 8    |
| مريم الزيودي | دفع الجلة للسيدات F40 |       |      |
| مريم الزيودي | رمي القرص للسيدات F41 |       |      |
| ذكرى الكعبي  | دفع الجلة للسيدات F42 |       |      |
| ذكرى الكعبي  | نادي السيدات رمي F42  | 20.29 | 9    |

## ركوب الدراجات
شاركت الإمارات العربية المتحدة بمتسابق دراجات بارالمبي واحد بعد أن احتلت المركز الأول بين الدول المؤهلة في تصنيف تخصيص الاتحاد الدولي للدراجات لعام 2022. 

### طريق
الرجال
| رياضي         | حدث                     | وقت | رتبة |
| ------------- | ----------------------- | --- | ---- |
| أحمد البدواوي | سباق الطريق للرجال C4-5 |     |      |
| أحمد البدواوي | سباق ضد الزمن للرجال C5 |     |      |

### مِضمار
الرجال
| رياضي         | حدث                       | مؤهل     | مؤهل | أخير     | أخير     |
| رياضي         | حدث                       | وقت      | رتبة | وقت      | رتبة     |
| ------------- | ------------------------- | -------- | ---- | -------- | -------- |
| أحمد البدواوي | سباق ضد الزمن للرجال C4-5 | 1:13.100 | 22   | لم يتقدم | لم يتقدم |
| أحمد البدواوي | سباق المطاردة للرجال C5   | 4:56.305 | 14   | لم يتقدم | لم يتقدم |

## رياضة الجودو
| رياضي           | حدث               | دور الـ64      | دور الـ32      | دور الـ16      | ربع النهائي    | الدور نصف النهائي | إعادة المباراة | النهائي / BM   | النهائي / BM |
| رياضي           | حدث               | نتيجة المواجهة | نتيجة المواجهة | نتيجة المواجهة | نتيجة المواجهة | نتيجة المواجهة    | نتيجة المواجهة | نتيجة المواجهة | الرتبة       |
| --------------- | ----------------- | -------------- | -------------- | -------------- | -------------- | ----------------- | -------------- | -------------- | ------------ |
| ميرام الدهاناني | سيدات + 70 كجم J1 |                |                |                |                |                   |                |                |              |

## رفع الأثقال
| رياضي         | حدث         | المحاولات (kg) | المحاولات (kg) | المحاولات (kg) | المحاولات (kg) | النتيجة (kg) | رتبة |
| رياضي         | حدث         | 1              | 2              | 3              | 4              | النتيجة (kg) | رتبة |
| ------------- | ----------- | -------------- | -------------- | -------------- | -------------- | ------------ | ---- |
| محمد خميس خلف | رجال 88 كجم |                |                |                |                |              |      |

## الرماية
شارك خمسة رماة من ذوي الاحتياجات الخاصة من الإمارات العربية المتحدة بعد أن حجزو مقاعد لهم في المسابقات التالية بفضل النتائج التي حققوها في كأس العالم 2022 و2023 و2024 وبطولة العالم 2022 وبطولة العالم 2023 والألعاب البارالمبية الآسيوية 2022 ، طالما أنهم حصلوا على الحد الأدنى من النقاط المؤهلة (MQS) بحلول 15 يوليو 2024. 
الرجال
| رياضي                  | المسابقة                                 | مؤهل | مؤهل | أخير | أخير |
| رياضي                  | المسابقة                                 | نقاط | رتبة | نقاط | رتبة |
| ---------------------- | ---------------------------------------- | ---- | ---- | ---- | ---- |
| عبدالله سلطان العرياني | R1 بندقية هوائية 10 متر وقوفًا للرجال SH1 |      |      |      |      |
| عبدالله سلطان العرياني | بندقية 50 متر 3 أوضاع للرجال R7 SH1      |      |      |      |      |
| عبيد الدهماني          | R1 بندقية هوائية 10 متر وقوفًا للرجال SH1 |      |      |      |      |
| عبيد الدهماني          | بندقية 50 متر 3 أوضاع للرجال R7 SH1      |      |      |      |      |

النساء
| رياضي                  | المسابقات                                | مؤهل | مؤهل | أخير | أخير |
| رياضي                  | المسابقات                                | نقاط | رتبة | نقاط | رتبة |
| ---------------------- | ---------------------------------------- | ---- | ---- | ---- | ---- |
| عبدالله سلطان العرياني | R1 بندقية هوائية 10 متر وقوفًا للرجال SH1 |      |      |      |      |
| عبدالله سلطان العرياني | بندقية 50 متر 3 أوضاع للرجال R7 SH1      |      |      |      |      |

مختلط
| رياضي                  | المسابقات                                            | مؤهل | مؤهل | أخير | أخير |
| رياضي                  | المسابقات                                            | نقاط | رتبة | نقاط | رتبة |
| ---------------------- | ---------------------------------------------------- | ---- | ---- | ---- | ---- |
| عائشة الشامسي          | R4 – بندقية هوائية وقوفية بمسافة 10 أمتار SH2        |      |      |      |      |
| عائشة الشامسي          | R5 بندقية هوائية مختلطة 10 متر في وضعية الانبطاح SH2 |      |      |      |      |
| عائشة المهيري          | R4 – بندقية هوائية وقوفية بمسافة 10 أمتار SH2        |      |      |      |      |
| عائشة المهيري          | R5 بندقية هوائية مختلطة 10 متر في وضعية الانبطاح SH2 |      |      |      |      |
| عبدالله سلطان العرياني | R6 بندقية مختلطة 50 متر في وضعية الانبطاح SH1        |      |      |      |      |
| عبيد الدهماني          | بندقية هوائية مختلطة R3 10 متر في وضعية الانبطاح SH1 |      |      |      |      |
| سيف النعيمي            | R6 بندقية مختلطة 50 متر في وضعية الانبطاح SH1        |      |      |      |      |
| سيف النعيمي            | بندقية هوائية مختلطة R3 10 متر في وضعية الانبطاح SH1 |      |      |      |      |